# Juncus biflorus
Juncus biflorus là một loài thực vật có hoa trong họ Juncaceae. Loài này được Elliott mô tả khoa học đầu tiên năm 1817.